# Pauline détective
Pour les articles homonymes, voir Détective (homonymie).
Pour plus de détails, voir Fiche technique et Distribution.
Pauline détective est un film français écrit et réalisé par Marc Fitoussi, sorti en 2012.

## Synopsis
Pauline Astruc, la quarantaine dynamique, maquettiste pour une célèbre revue d’enquêtes criminelles, croit si fermement à son bonheur professionnel et sentimental qu’elle vient de mettre un terme à son analyse. C’est le moment choisi par son compagnon pour la plaquer lâchement à la veille des grandes vacances.
Inconsolable, elle se laisse alors embarquer dans un palace italien par son beau-frère Wilfried et sa petite sœur Jeanne, une starlette du petit écran au narcissisme encombrant. Mais très vite, Pauline, plutôt que de se prélasser au soleil sur un transat, se met en tête qu’un crime a été commis au sein de l’établissement. Désœuvrement ou déformation professionnelle ? Pauline est prête à tout pour découvrir la vérité, au grand dam de sa sœur qui ne veut surtout pas que la quiétude de son séjour soit troublée.

## Fiche technique
- Titre : Pauline détective
- Réalisation, scénario et casting : Marc Fitoussi
- Producteurs : Barbara Letellier, Carole Scotta, Caroline Benjo et Simon Arnal
- Coproducteurs : Jacques-Henri Bronckart et Olivier Bronckart
- Assistante de production : Julie Billy
- Directeur de production : Hervé Duhamel
- Photographie : Céline Bozon
- Montage : Martine Giordano
- Casting : Francesco Vedovati
- Direction artistique : Samuel Deshors
- Effets visuels : Mikros Image
- Musique : Tim Gane et Sean O'Hagan
- Matériel de tournage : Groupe TSF
- Sociétés de distribution : Haut et Court (France), Les Films de l'Élysée (Belgique) et TV5 Monde ( Japon)
- Société de production : Haut et Court, Studio 37, France 3 Cinéma, Versus Production, Canal+, France Télévisions, TPS Star et TV5 Monde
- Soutiens à la production : région Languedoc-Roussillon, département des Alpes-Maritimes, CNC, dispositif Tax shelter et Inver Invest
- Pays d'origine :  France et  Belgique
- Langues : français et italien
- Format : couleur, 1.85:1
- Genre : comédie policière
- Date de sortie : 3 octobre 2012
- DVD & Blu-Ray : 12 février 2013
- Durée : 101 minutes
- Budget : 4,20 M€[1]
- Box-office France et Belgique : 114 753 entrées[2]

## Distribution
- Sandrine Kiberlain : Pauline Astruc
- Audrey Lamy : Jeanne Fayard, la sœur de Pauline
- Antoine Chappey : Wilfried Fayard, le mari de Jeanne
- Claudio Santamaria : Simone, le plagiste et animateur de l'hôtel
- Anne Benoît : Maryvonne
- Michèle Moretti : mademoiselle Blanchot
- Wladimir Yordanoff : monsieur Dominique, le directeur de l'hôtel
- Sabrina Impacciatore : Giovanna, la réceptionniste
- Nelly Antignac : Virginie
- Alain Libolt : le psychanalyste
- Lucia Guzzardi : la grand-mère de Simone
- Giorgia Sinicorni : Veronica
- Imma Piro : la professeure de tarentelle
- Marcello Mazzarella : brigadier Villanova
- Enrico Di Giovanni : capitaine Fiorentino
- Giorgio Caputo : brigadier Marco
- Maurizio Tesei : le motard carabinier
- Ciro Capano : le chanteur à la minerve
- Pietro Tammaro : le chauffeur de taxi
- Luca Lombardi : le réceptionniste de l'hôtel
- Elie Lison : le mari de Maryvonne
- Laure Rivaud-Pearce : la femme de chambre
- Grégory Nardella : le second motard
- Marc Larnaudie : Fabrice
- Marco Florio : l'employé du bureau de sécurité
- Fabienne Colson : la maman pressée
- Luca Sherman : un employé de l'hôtel
- Fabiana Bruno : l'amie de Veronica
- Germain Chaperon : le mandoliniste
- Simona Scheianu : la collègue de Simone
- Marie Rosselet Ruiz : la stagiaire du Nouveau Détective
- Agnès Croutelle : l'épouse de monsieur Dominique
- Stefano Sojae : l'enfant de la piscine
- Sandra Forlano : la maman de l'enfant de la piscine
- Alexis Roux : l'enfant de la maman pressée
- Frédéric Boismoreau : le voisin à la malle
- Sabeline Orecchia : la voisine à la malle
- Manuel Daroca : l'homme du couple de la salle d'embarquement
- Sylviane Fraval : la femme du couple de la salle d'embarquement
- Marino Gianfranco Giardinelli : l'homme du couple pris en photo
- Viviana del Carmen Verdugo : la femme du couple pris en photo
- Stefano Crosta : le collègue de Simone
- Anna Charlotte Koulikova : une cliente russe
- Angélique Capousit : une cliente russe
- Ambre Mauge : danseuse tarentelle
- Julie Roméro : danseuse tarentelle
- Florence Schiano : danseuse tarentelle
- Sabrina Chasselat : danseuse tarentelle
- Romain Audran : danseur tarentelle
- Sylvain Faure : danseur tarentelle
- Gaëtan Taltavull : danseur tarentelle
- Julie Touchard : danseuse tarentelle
- Lorenzo Dallai : danseur tarentelle
- Alessia Vecchiet : danseuse tarentelle
- Alessandra Agosti : danseuse tarentelle
- Rose Harlean : une figurante (non créditée)

## Production

### Tournage
- Alors que le palace dans lequel résident Pauline, Jeanne et Wilfried est censé se situer en Ligurie, celui-ci est en réalité implanté à Saint-Jean-Cap-Ferrat (Alpes-Maritimes). De même, les scènes censées se situer sur les routes italiennes sont en réalité tournées à Valflaunès (Hérault).
- Autres lieux de tournage : Versailles (Yvelines), Paris, La Grande-Motte (passage du Grand Travers) et Montpellier[3],[4].

## Musique
Sauf indication contraire ou complémentaire, les informations mentionnées dans cette section proviennent du générique de fin de l'œuvre audiovisuelle présentée ici.
- Shout to the Top! (en) par The Style Council de 1985 (iPhone, danse finale, ).
- D.I.S.C.O. par Ottawan.
- Tarentelle napolitaine.
- Reginella.
- Ipocrisia (tirée du film La Faille).
- Una donna nel mondo par Nico Fidenco.

## Analyse